# Web strategist
Il web strategist è un libero professionista che si occupa di creare e sviluppare una strategia per promuovere e migliorare l'immagine delle aziende sul web, utilizzando le ultime tecnologie disponibili.
L'attività di web strategy può essere divisa in cinque grandi branche:
- Content strategy, ovvero la gestione della strategia dei media posseduti dall'azienda per la quale si presta la consulenza (es. sito internet, blog aziendale, web tv, web radio, etc. ).
- Social media strategy, ovvero l'ottimizzazione dell'utilizzo dei social network per promuovere l'azienda e ricevere feedback dai clienti sulla qualità dei prodotti e/o servizi offerti.
- Digital strategy, ovvero la pianificazione di campagne pubblicitarie a pagamento per promuovere l'azienda e/o i suoi prodotti/servizi (es. link a pagamento sui motori di ricerca, banner a pagamento sugli urban blog, etc.).
- Marketing strategy, ovvero la definizione e la qualificazione di tutte le azioni di marketing necessarie il Brand, l'Azienda e i suoi servizio prodotti.
- Off-line strategy: tutte le azioni di cui sopra devono essere supportate da un'adeguata promozione dell'azienda anche fuori dal mondo digitale. Sarà compito del web strategist assicurarsi che il materiale "reale" prodotto per la campagna pubblicitaria sia coerente con la strategia adottata sul web dall'azienda (es. le brochure stampate per promuovere un e-commerce dovrebbero ricalcare lo stesso stile grafico ed avere gli stessi colori del sito web).